# Atunatche Creek
Atunatche Creek är ett vattendrag i Kanada.   Det ligger i provinsen British Columbia, i den centrala delen av landet, 3 400 km väster om huvudstaden Ottawa.
I omgivningarna runt Atunatche Creek växer i huvudsak barrskog. Trakten runt Atunatche Creek är nära nog obefolkad, med mindre än två invånare per kvadratkilometer.